# Vogelbosgroeve

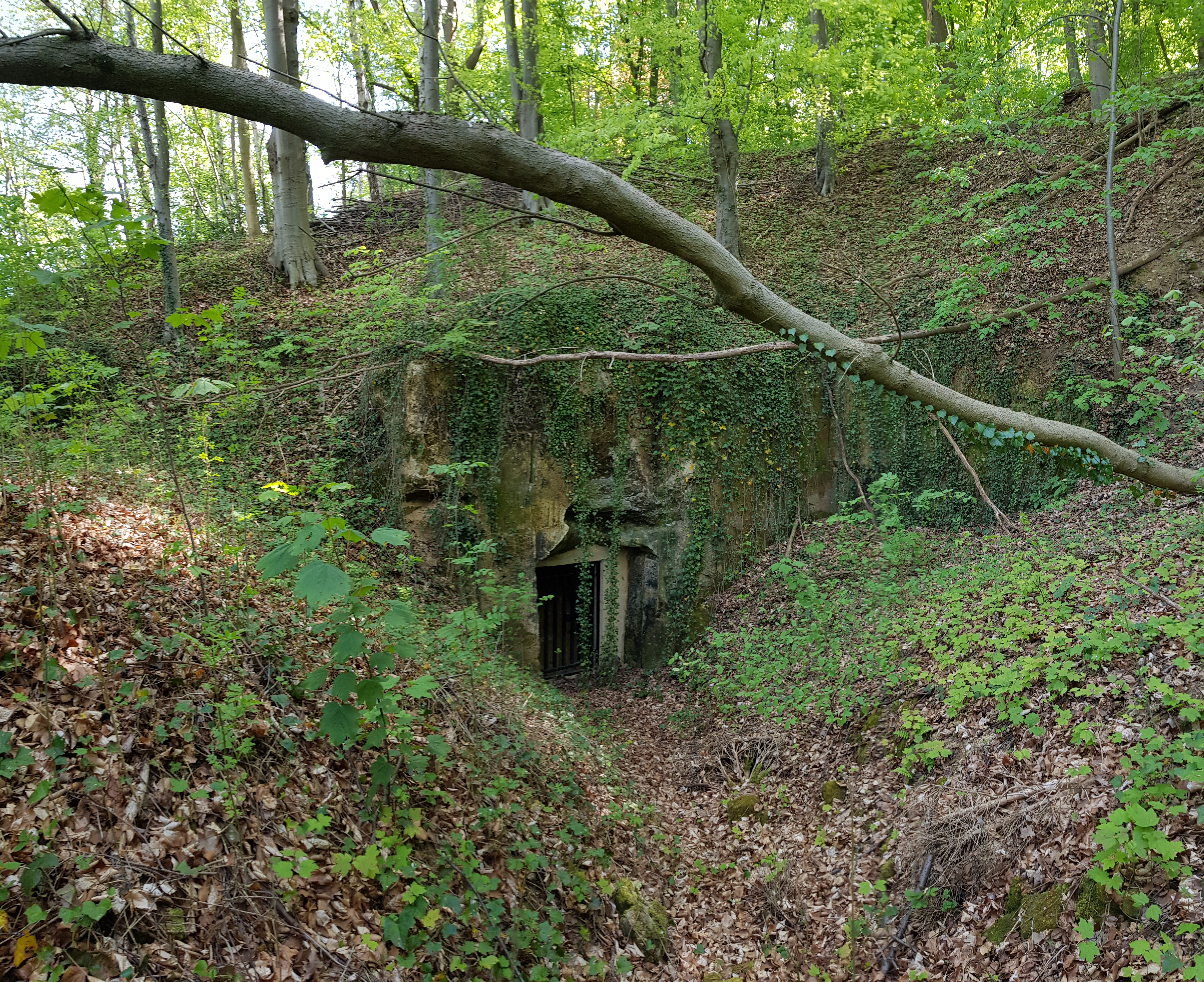
Vogelbosgroeve

De Vogelbosgroeve is een voormalige Limburgse mergelgroeve in de Nederlandse gemeente Valkenburg aan de Geul in Zuid-Limburg. De ondergrondse groeve ligt aan de zuidwestkant van Valkenburg aan de Daalhemerweg aan de westelijke rand van de Heunsberg op de noordelijke rand van het Plateau van Margraten in de overgang naar het Geuldal. De groeve ligt in het Vogelbos.
Naar het zuidwesten ligt de Ackermansgroeve met de Steenkolenmijn Valkenburg en MergelRijk, naar het noordoosten ligt de Kerkhofsgroeve.

## Geschiedenis
In de 20e eeuw werd de groeve door blokbrekers ontgonnen voor de winning van mergel.

## Groeve
De groeve heeft een oppervlakte van ongeveer 193 vierkante meter.
De groeve is afgesloten met een hek, zodanig dat onder andere vleermuizen de groeve kunnen gebruiken als verblijfplaats.
De beheerder van de groeve is de gemeente Valkenburg aan de Geul. In 2018 werd de groeve op veiligheid onderzocht en werd deze deels goedgekeurd.